# ابوبکر لئو کامارا
ابوبکر لئو کامارا (انگلیسی: Aboubacar Leo Camara؛ زادهٔ ۱ ژانویهٔ ۱۹۹۳) بازیکن فوتبال اهل گینه است.
از باشگاه‌هایی که در آن بازی کرده است می‌توان به باشگاه فوتبال الانصار اشاره کرد.
وی همچنین در تیم ملی فوتبال گینه بازی کرده است.